# Antarctoperla altera
Antarctoperla altera is een steenvlieg uit de familie Gripopterygidae. De wetenschappelijke naam van de soort is voor het eerst geldig gepubliceerd in 1973 door Zwick.